# Olimpiai bajnok íjászok listája

Az alábbi táblázatok a sportíjászat olimpiai bajnokait tartalmazzák. Olimpiákon visszacsapó íjas (recureved) versenyeket rendeznek.

## Férfiak
| Év, helyszín        | Egyéni                | Egyéni        | Csapat                                                 | Csapat        |
| ------------------- | --------------------- | ------------- | ------------------------------------------------------ | ------------- |
| 1972 München        | John Chester Williams | USA           |                                                        |               |
| 1976 Montréal       | Darrell Pace          | USA           |                                                        |               |
| 1980 Moszkva        | Tomi Poikolainen      | Finnország    |                                                        |               |
| 1984 Los Angeles    | Darrell Pace          | USA           |                                                        |               |
| 1988 Szöul          | Jay Barrs             | USA           | Chun In-Soo, Lee Han-Sup, Park Sung-Soo                | Dél-Korea     |
| 1992 Barcelona      | Sebastien Flute       | Franciaország | Juan Carlos Holgado, Antonio Vázquez, Alfonso Menéndez | Spanyolország |
| 1996 Atlanta        | Justin Huish          | USA           | Justin Huish, Richard Johnson, Rod White               | USA           |
| 2000 Sydney         | Simon Fairweather     | Ausztrália    | Oh Kyo-Moon, Chang Yong-Ho, Kim Chung-Tae              | Dél-Korea     |
| 2004 Athén          | Marco Galiazzo        | Olaszország   | Im Dong-Hyun, Jang Yong-Ho, Park Kyung-Mo              | Dél-Korea     |
| 2008 Peking         | Viktor Ruban          | Ukrajna       | Im Dong-Hyun, Lee Chang-Hwan, Park Kyung-Mo            | Dél-Korea     |
| 2012 London         |                       |               |                                                        |               |
| 2016 Rio de Janeiro | Ku Bon-chan           | Dél-Korea     | Kim Woo-jin, Lee Seung-yun                             | Dél-Korea     |

## Nők
| Év, helyszín        | Egyéni               | Egyéni      | Csapat                                       | Csapat    |
| ------------------- | -------------------- | ----------- | -------------------------------------------- | --------- |
| 1972 München        | Doreen Viola Wilbur  | USA         |                                              |           |
| 1976 Montréal       | Luann Marie Ryon     | USA         |                                              |           |
| 1980 Moszkva        | Ketevan Loszaberidze | Szovjetunió |                                              |           |
| 1984 Los Angeles    | Szeo Hjang Szun      | Dél-Korea   |                                              |           |
| 1988 Szöul          | Kim Szu Njung        | Dél-Korea   | Kim Szu Njung, Vang Hi Kjung, Jun Jung Szuk  | Dél-Korea |
| 1992 Barcelona      | Cso Jun Dzseong      | Dél-Korea   | Kim Szu Njung, Cso Jun Dzseong, Li Eun-Kjung | Dél-Korea |
| 1996 Atlanta        | Kim Kjung Vuk        | Dél-Korea   | Oh Kjo Mon, Kim Bo Ram, Dzsang Jong Ho       | Dél-Korea |
| 2000 Sydney         | Jun Mi Dzsiu         | Dél-Korea   | Kim Szu Njung, Kim Nam Szun, Jun Mi Dzsin    | Dél-Korea |
| 2004 Athén          | Pak Szung Hjun       | Dél-Korea   | Li Szung Dzsin, Park Sung Hjun, Jun Mi Dzsin | Dél-Korea |
| 2008 Peking         | Csang Juan-juan      | Kína        | Dzsu Hjun Dzsung, Park Szung Hjun, Jun Ok Hi | Dél-Korea |
| 2012 London         |                      |             |                                              |           |
| 2016 Rio de Janeiro |                      |             |                                              |           |